# Liste der Bürgermeister von Binnenmaas
Dieses ist die Liste der Bürgermeister von Binnenmaas in der niederländischen Provinz Südholland von der Gründung am 1. Januar 1984 bis zur Auflösung der Gemeinde am 1. Januar 2019.
| Bürgermeister | Bürgermeister           | Partei | Partei | Amtszeit  | Anmerkungen   |
| ------------- | ----------------------- | ------ | ------ | --------- | ------------- |
|               | Marten van Marwijk Kooy |        | CDA    | 1984–1990 |               |
|               | Kees Oversier           |        | CDA    | 1990–2005 |               |
|               | John de Prieëlle        |        | CDA    | 2005–2007 | kommissarisch |
|               | Alle Pijlman            |        | PvdA   | 2007      | kommissarisch |
|               | André Borgdorff         |        | CDA    | 2007–2018 |               |